# Justin II.

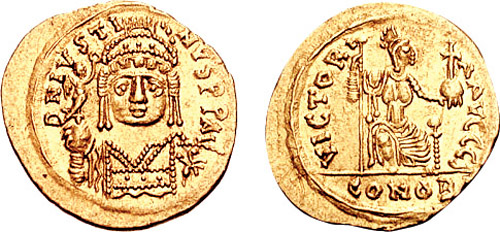
Solidus Justins II.

Justin II. (lateinisch Flavius Iustinus, mittelgriechisch Ἰουστίνος; * 520; † 5. Oktober 578) war vom 14. November 565 bis zum 5. Oktober 578 (ost-)römischer Kaiser. Justin II. war der Neffe und Nachfolger von Kaiser Justinian.
In seiner Regierungszeit kam es erneut zum Krieg mit dem persischen Sassanidenreich, der zweiten spätantiken Großmacht, wobei die Kämpfe für die Römer ungünstig verliefen. In Italien fielen die Langobarden ein und beendeten die Völkerwanderungszeit. Im Inneren hatte der Kaiser, der in den meistens Quellen eher negativ beschrieben wird, ebenfalls mit erheblichen Problemen zu kämpfen. Justin II. war dem Druck offenbar nicht gewachsen, so dass ab Ende 574 der erfolgreiche General und spätere Kaiser Tiberios I. die Regierungsgeschäfte lenkte.

## Leben

### Regierungsantritt und innenpolitische Maßnahmen
Justins Eltern waren Dulcidius und Vigilantia, die Schwester Kaiser Justinians. Dank seiner Stellung bei Hofe als curopalatus seit 552 und der Hilfe seiner Frau Sophia, die eine Nichte der 548 verstorbenen Kaisergattin Theodora war, kam er auf offenbar reibungslose Weise zum Kaisertitel. Allerdings war er von Justinian nicht durch eine Erhebung zum Caesar oder Mitkaiser als Nachfolger designiert worden: Der praepositus sacri cubiculi – der „Vorsteher des heiligen Schlafgemachs“ und Privatsekretär des verstorbenen Kaisers – hatte Justin als ersten vom Tod Justinians unterrichtet, so dass jener heimlich in den Palast gelangen und so etwaigen Rivalen zuvorkommen konnte. Der spätere Kaiser Tiberius Constantinus fungierte in dieser Zeit als Gardekommandeur. Justin wurde drei Tage nach Justinians Tod von Senatoren und Soldaten zum neuen Augustus ausgerufen. Ein anderer möglicher Kandidat war ein erfolgreicher General, der ebenfalls den Namen Justin trug, vom Verwandtschaftsgrad her aber nur ein Großcousin Justinians war. Dieser Justin konnte auf eine hervorragende Laufbahn zurückblicken, doch wurde er übergangen. 566 wurde er nach Alexandria abgeschoben und kurz darauf beseitigt: Als erfolgreicher Feldherr hätte er dem neuen Kaiser gefährlich werden können, daher ließ Justin II. ihn zunächst seines Kommandos entheben und dann im Schlaf ermorden.
Die ersten Monate der Herrschaft Justins II. waren durchaus vielversprechend: Er zahlte Schulden Justinians ab, erließ seinerseits Steuerschulden, kümmerte sich demonstrativ persönlich um die Rechtsprechung und rief zu religiöser Toleranz auf. Im Inneren bereitete ihm bald jedoch seine kompromisslos anti-monophysitische Religionspolitik Schwierigkeiten, die für wachsende Spannungen zwischen der Zentrale und den reichen syrischen und ägyptischen Provinzen sorgte; zudem machte er sich durch eine rigide (aber offenbar zunächst nicht ganz erfolglose) Finanzpolitik unbeliebt. Bemerkenswert ist, dass Justin II. mit einer jahrhundertealten Tradition brach und anordnete, die Statthalter der Provinzen sollten fortan nicht mehr vom Kaiser, sondern von einer Versammlung aus den örtlichen Bischöfen und potentes bestimmt werden.

### Militär- und Außenpolitik
Außenpolitisch vernachlässigte Justin II. den Westen nicht, sondern war bemüht, die dortigen römischen Gebiete zu halten. Er erweckte den Anschein, wieder eine offensivere Außenpolitik verfolgen zu wollen als Justinian in seinen letzten Jahren. Gegenüber fremden Gesandten trat der neue Kaiser demonstrativ herablassend auf, was möglicherweise ein Indiz dafür sein kann, dass er die eher fragwürdige Legitimität seiner Herrschaft durch außenpolitisches Auftrumpfen ausgleichen wollte. 
Anlässlich der Vernichtung des Gepidenreichs Kunimunds durch die mit den Awaren verbündeten Langobarden unter Alboin ließ Justin 567 seine Truppen Sirmium besetzen, womit das Oströmische Reich unter seiner Herrschaft seine größte Ausdehnung erlangte, wenn auch nur für ein knappes Jahr. Jedoch blieben wegen aufsässiger Provinzstatthalter und aufgrund der angespannten finanziellen und militärischen Lage seine – wohl ohnehin eher oberflächlichen – Reformbemühungen langfristig wirkungslos. Es hatte seinen Grund gehabt, wieso Justinian zuletzt primär auf diplomatische und weniger auf militärische Lösungen gesetzt hatte, denn die Kräfte des Imperiums waren bereits aufs Äußerste angespannt; das aggressive Auftreten der Römer unter Justin II. führte zu einer Verschärfung der Situation. Der Awarenkhagan Baian wäre gerne römischer Föderat geworden, doch wollte er seine Kinder nicht als Geiseln stellen, wie Justin gefordert hatte.
Ein einschneidendes Ereignis in seiner Regierungszeit war die Invasion Italiens durch die Langobarden im Jahr 568 unter ihrem König Alboin. Ursache war vielleicht die Vernichtung des Reiches der Gepiden durch die Langobarden, die sich das gepidische Territorium mit den Awaren aufteilten. Angeblich flohen die Langobarden vor den aggressiv expandierenden Awaren, die einen erheblichen Machtfaktor in diesem Raum darstellten, nach Italien; nach Ansicht anderer Forscher war die Invasion hingegen schon länger geplant gewesen, und diese Annahme ist wohl auch die plausiblere. Möglich ist auch, dass Narses, der oströmische Kommandeur in Italien, die Krieger eigentlich als Föderaten anheuern wollte. Die Langobarden eroberten jedenfalls in wenigen Jahren große Teile Italiens und machten damit das Restaurationswerk Justinians dort fast ganz zunichte. Ihr Einfall gilt allgemein als der letzte Zug der so genannten Völkerwanderung und zudem als eines der möglichen Daten für das „Ende der Antike“.
In Nordafrika kam es derweil zu verlustreichen Kämpfen mit dem maurischen rex Garmules, über die wenig bekannt ist, in denen aber drei hochrangige römische Funktionäre den Tod fanden: 569 der Prätorianerpräfekt Theodorus, 570 der magister militum per Africam Theoctistus und 571 dessen Nachfolger Amabilis. Erst 578 gelang es dem kaiserlichen Feldherrn Gennadius, Garmules zu besiegen und zu töten. Justin konnte den Angreifern im Westen wenig entgegensetzen, da seine Aufmerksamkeit vor allem dem Norden und dem Osten des Reiches gelten musste. An der Donau ließ er mehrere erfolglose Feldzüge gegen die Awaren durchführen.
568/69 übergab Justin II. einer Gesandtschaft Radegundes eine Reliquie des Heiligen Kreuzes für deren Kloster in Poitiers. Dies steht sehr wahrscheinlich in Verbindung mit vorherigen Friedensverhandlungen zwischen Ostrom und dem Merowingerkönig Sigibert I., der sich an seinen Grenzen nun Langobarden und Awaren erwehren musste. In diesem Zusammenhang scheint Justin daran interessiert gewesen zu sein, Sigibert und sein Teilreich enger an Konstantinopel zu binden.

### Perserkrieg und Kontakte zu den Kök-Türken

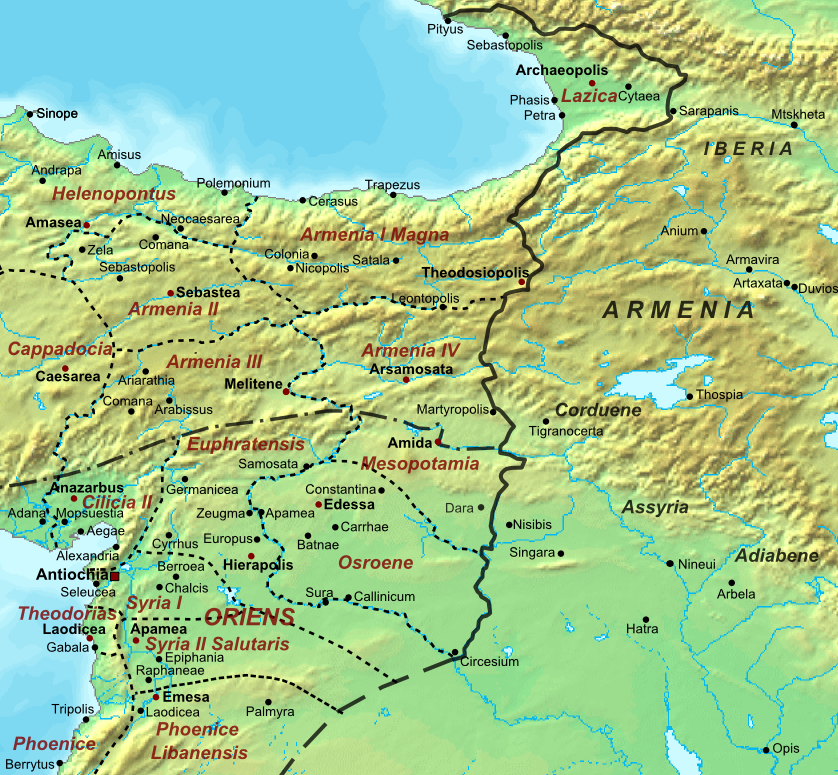
Die römisch-persische Grenze beim Herrschaftsbeginn Justins II. im Jahr 565.

Ebenso spitzte sich die außenpolitische Lage an der Ostgrenze des Imperiums zu. Im Jahr 572 brach der Krieg gegen die persischen Sassaniden wieder aus, die zuletzt 562 mit Ostrom einen Friedensvertrag geschlossen hatten (siehe auch Römisch-Persische Kriege). Anlass waren nicht gelöste Streitigkeiten in der Kaukasusregion, zudem kam es immer wieder zu Übergriffen der mit den Persern verbündeten Araber vom Stamm der Lachmiden.
Bereits 568/69 hatte eine Delegation der Kök-Türken unter Führung des einflussreichen Sogdiers Maniakh Kontakt mit Konstantinopel aufgenommen. Der türkische Herrscher war über seine Behandlung durch Chosrau I. empört und plante als Vergeltung ein Bündnis mit den Römern gegen den gemeinsamen Feind. Justin nahm dieses Angebot gerne wahr und schickte im August 569 den hohen Militär Zemarchos zum Türkenherrscher Sizabulos nach Sogdien.
Spätantike Autoren werfen Justin daher vor, den Krieg mit den Sassaniden daraufhin leichtfertig provoziert zu haben, indem er eine Rebellion im persisch kontrollierten Teil Armeniens (Persarmenien) unterstützte; doch es ist unklar, ob der Kaiser, der sich als Schutzherr der Christen gab, den Hilferuf der armenischen Christen wirklich hätte ignorieren können, ohne einen Ansehensverlust zu erleiden. Vor allem aber gab es wohl unter den Römern auch Unzufriedenheit über den von Justinian mit Tributen erkauften Frieden von 562: 572 hätte man nach den Bestimmungen von 562 zu jährlichen Zahlungen an die Perser übergehen müssen; stattdessen verweigerte Justin die Abgaben und forderte sogar die bereits gezahlten 300.000 Goldstücke zurück. Diese Geste gab den Ausschlag, der Perserkönig, der friedenswillig gewesen war, nahm diesen Affront nicht hin, und der offene Krieg begann.
Der magister militum per Orientem Marcianus, ein Verwandter des Kaisers, drang 572 in die persische Provinz Arzanene ein. Der römische Angriff blieb allerdings rasch stecken. Auch wenn beide Seiten ähnlich schlecht auf den Kampf vorbereitet waren, erzielten die Perser unter ihrem greisen Großkönig Chosrau I. doch sehr bald bedeutende Erfolge: Der König wehrte zunächst eine türkische Invasion im Osten seines Reiches ab, anschließend überrannten die Truppen der Sassaniden bei ihrer Gegenoffensive im Westen das römische Mesopotamien, nahmen die reiche Stadt Apameia ein und eroberten im Jahr 573 die wichtige Festung Dara.
Das Bündnis Justins mit den Kök-Türken hatte nicht das gewünschte Ergebnis erzielt; im Gegenteil, bald wandten sich auch die Türken gegen Ostrom und besetzten die Stadt Bosporos auf der Krim.

### Geisteskrankheit und Ende der selbstständigen Regierungszeit
Diese Häufung schlechter Nachrichten scheint Justins geistige Gesundheit angegriffen zu haben: Seit Anfang 574 zeigte der Kaiser laut Auskunft der Quellen Anzeichen einer schweren Geisteskrankheit. Während Euagrios und Theophylakt Simokattes dabei die militärischen Rückschläge als Ursache bezeichnen, interpretierte der Monophysit Johannes den Wahnsinn des Kaisers als göttliche Strafe für die Religionspolitik Justins:

„Doch entkam er nicht der Gerechtigkeit Gottes, der aber, weil er gnädig ist, nicht wünschte, dass er gänzlich vergehen möge, sondern lediglich von seinen verruchten Taten abgehalten werde; er sandte ihm, in den Worten der Heiligen Schrift, „Zorn, Trübsal und Furcht“. Und diese kamen über ihn durch einen bösen Dämon, der plötzlich in ihn fuhr und ihn erfüllte. Dieser beherrschte ihn grausam und machte ihn furchtsam, geradezu als ein Beispiel für die Bösartigkeit der Dämonen. Denn schlagartig zerstörte er seinen Verstand, und seine Seele wurde zugleich erregt und verfinstert, und sein Leib war sichtbaren und unsichtbaren Qualen und Foltern und grauenvoller Agonie ausgeliefert. Er schrie jetzt wie wilde Tiere; er bellte wie ein Hund, meckerte wie eine Ziege, miaute wie eine Katze oder krähte wie ein Hahn.“

Ob die Berichte über den Wahnsinn des Kaisers zutreffen, ist unklar; in der Forschung wird teils erwogen, dass sich hinter den Berichten der Quellen in Wahrheit ein Putsch gegen den erfolglosen Herrscher verbergen könnte. Justins Schwiegersohn, der erfahrene Feldherr und comes stabuli Baduarius, der eigentlich als naheliegender Nachfolger galt, wurde jedenfalls übergangen. Auf Drängen des Hofes, der Senatoren und seiner Gattin Sophia erhob Justin schließlich am 7. Dezember 574 den comes excubitorum (Gardekommandeur) und erfolgreichen General Flavius Tiberius Constantinus zu seinem Caesar (Unterkaiser). Dieser wurde kurz darauf zum princeps rei publicae ernannt und führte von da an alle Regierungsgeschäfte.

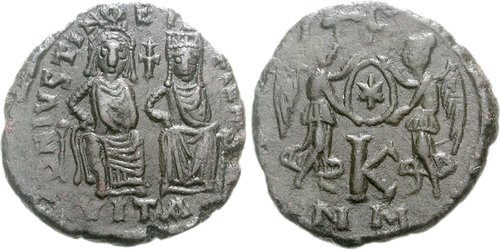
Münze mit Justin II. und Sophia

Etwas später erzielten die Römer im Kampf gegen die Sassaniden endlich einige Erfolge: Justins Feldherr Justinian, der Bruder des Jahre zuvor vom Kaiser beseitigten Thronprätendenten Justin, konnte 575 oder 576 die Perser in der Schlacht bei Melitene schlagen. Es war eine der bis dahin schwersten persischen Niederlagen gegen die Römer, und König Chosrau konnte offenbar nur mit Mühe entkommen. Dennoch erwies sich der Erfolg als nicht kriegsentscheidend; die Perser erholten sich rasch von der Niederlage. Ostrom sah sich schließlich gezwungen, einen unsicheren Waffenstillstand durch die Wiederaufnahme der 562 vereinbarten jährlichen Tribute zu erkaufen. Dieser galt nur für Mesopotamien; Armenien war von seinen Bestimmungen ausgeklammert, und die Waffenruhe hielt auch nicht lange. Bereits 578 flammten die Kämpfe wieder auf.
Als Justin, der in der modernen Forschung überwiegend negativ beurteilt wird (im Gegensatz zu manchen Aussagen in den Quellen), 578 starb, wurde Tiberius Constantinus ohne Schwierigkeiten sein Nachfolger als Augustus.
Justin II. scheint ein eher mäßig begabter Kaiser gewesen zu sein. Einer recht umsichtigen Finanzpolitik stehen Rückschläge in der Außenpolitik gegenüber. Justin scheint – vielleicht aufgrund einer schwachen Position im Inneren – gegenüber allen „Barbaren“ aggressiv und undiplomatisch aufgetreten zu sein, ohne einen Blick für die realen Machtverhältnisse und das jeweils Machbare zu haben. Sein offensives Auftreten gegenüber den Persern wiederum verwickelte das Imperium in einen langjährigen und verlustreichen Krieg, der die meisten römischen Truppen zu einem Zeitpunkt band, als sie auf dem Balkan zur Abwehr der Slawen dringend benötigt worden wären. Der vom Kaiser angeregte Einsatz der Awaren gegen die Slawen wiederum hatte weitere awarische Plünderungsgelüste zur Folge. Erst Kaiser Maurikios, der zu Zeiten Justins II. noch Delegationsführer bei Waffenstillstandsverhandlungen war und später als Nachfolger Justinians Feldherr wurde, konnte die von Justin II. mit verursachten Krisen zeitweilig meistern.